# Jakub Awad z Hasroun
Jakub Awad z Hasroun (zm. 12 lutego 1733) – duchowny katolicki Kościoła maronickiego, w latach 1705–1733 59. patriarcha tego Kościoła - "maronicki patriarcha Antiochii i całego Wschodu".